# John Lucas III
John Harding Lucas III (Washington, 21. studenog 1982.) američki je profesionalni košarkaš. Igra na poziciji razigravača, a trenutačno je slobodan igrač. 

## Karijera
Lucas je rođen u Washingtonu, kao sin poznatijeg Johna Lucasa II, igrača s 14-godišnjim NBA iskustvom. Igrao je na sveučilištu Oklahoma State, s kojim je izborio nastup na NCAA Final Fouru 2004. godine. Svoje prvo NBA iskustvo ostvario je u Houston Rocketsima, za koje je u sezoni 2005./06. odigrao samo 14 utakmica s prosjekom od 2,3 koša i 0,9 asistencija po susretu. Nakon otkaza u Rocketsima pridružio se momčadi razvojnoj D-League momčadi Tulsa 66ersa, gdje je zabijao 16,6 koševa u 33,2 minute na parketu i bio ponajbolji igrač momčadi. 
Krajem te sezone dobio je poziv iz talijanskog Snaidero Udinea, gdje je u pet utakmica zamijenio ozljeđenog Jeromea Allena prosječno postižući 13 koševa po susretu. Svoju drugu NBA epizodu također je ostvario u momčadi Rocketsa. Ovaj puta se duže zadržao u ekipi, te je ostvario i donekle zapažen učinak. U preko 40 utakmica za Rocketse je ubacivao nešto više od tri koša po utakmici za osam minuta provedenih na parketu.
Početkom sezone 2007./08. odlazi u Benetton kao zamjena za Rodriga De La Fuentea, koji je nezadovoljan minutažom odlučio napustiti klub. Za Benetton je odigrao sedam utakmica u kojima je za prosječno 14,7 minuta zabijao 6,9 koševa uz 1,3 skoka, 1,1 asistenciju, ali i 1,4 izgubljene lopte po utakmici. Najbolju utakmicu odigrao je protiv Pierrela Capo d'Orlanda kad je za 18 minuta zabio 17 koševa. Nakon nekoliko mjeseci je otpušten iz kluba, te se vratio u SAD. Početkom rujna 2008. imao je kraću epizodu u momčadi NBA lige, Oklahoma Thundersima, no nije dobio svoju priliku, te je otpušten u studenome. Sezonu 2008./09. započeo je u još jednoj momčadi razvojne D-League Colorado 14ersa, gdje je pomogao klubu osvojiti naslov prvaka. 27. svibnja 2009., Lucas je potpisao ugovor do kraja sezone s španjolskim prvoligašem TAU Cerámicom, danas Caja Laboralom. Danas je slobodan igrač. 

## Vanjske poveznice
- Profil na NBA D-League
- Profil na NBA.com
- Profil  Arhivirana inačica izvorne stranice od 20. veljače 2021. (Wayback Machine) na Basketpedya.com